# Ivan Katalinić
Ivan Katalinić (Trogir, 17. svibnja 1951.),  hrvatski nogometni trener i bivši reprezentativni vratar 
Jugoslavije koji je nastupao za Hajduk i engleski Southampton. Kao član zlatne generacije splitske momčadi sedamdesetih godina prošlog stoljeća osvojio je četiri naslova prvaka i pet uzastopnih kupova Jugoslavije. Početkom 1980. potpisao je za Southampton gdje se zadržao tri i pol godine. Po povratku iz Engleske je postao član stručnog stožera Hajduka i treći vratarski izbor u sezoni 1983/84.
U trenerskoj karijeri je do sada vodio 20 klubova. Najveće uspjehe je postigao na klupi Hajduka s kojim je od 1993. do 1995. osvojio po dva prvenstva, kupa i superkupa Hrvatske. Sezona 1994./95. ostat će upamćena kao najuspješnija u povijesti kluba jer je Hajduk tada uz osvajanje dvostruke krune stigao do četvrtfinala Lige prvaka. Trenutačno je trener hrvatskog drugoligaša HNK Šibenik.
Za reprezentaciju Jugoslavije je nastupio 13 puta. Debitirao je u Bogoti 30. siječnja 1977. u pobjedi Jugoslavije (1:0) nad Kolumbijom, a reprezentativni put je završio 18. svibnja 1978. na olimpijskom stadionu u Rimu u susretu s 
Italijom (0:0). Od 1996. do 2002. bio je član stručnog stožera hrvatske reprezentacije koja je na SP-u u Francuskoj 1998. osvojila brončanu medalju.

### 1970-ih
Iako je svoj prvi profesionalni ugovor s Hajdukom potpisao u ljetu 1970. Katalinić je više od godinu dana čekao na službeni debi. Dogodilo se to 29. rujna 1971. kada je zamijenio ozljeđenog Radomira Vukčevića u drugom poluvremenu uzvratne utakmice 1.kola Kupa prvaka u Splitu protiv 
Valencije. U žestokoj vratarskoj konkurenciji Katalinić nije bio standardan na vratima Hajduka sve do 1975. Poslije nije ispuštao dres s brojem jedan sve do sezone 1978./79. koju je preskočio zbog obveznog služenja vojnog roka. Po povratku iz vojske je upisao jedan 
nastup da bi početkom sezone 1979./80. odradio još tri utakmice. Slijedila je potraga za inozemnim angažmanom. Nakon proba u West Bromwich Albionu i Derby Countyu i neuspjelog dobivanja radne dozvole Katalinić je više 
sreće bio sa Southamptonom.

### 1980-ih
Potpisom na četverogodišnji ugovor sa Southamptonom u veljači 1980. Katalinić je postao prvi Hrvat koji je zaigrao u tadašnjem First Divisionu odnosno današnjem Premiershipu. Do danas je ostao jedini hrvatski vratar koji je branio u najelitnijem rangu engleskog nogometa. U iduće dvije i pol godine u svim natjecanjima za Southampton je odigrao 54 utakmice. Za sezonu 1982./83. Saints (Svetci - Southamptonov nadimak) su angažirali Petera Shiltona, englesku vratarsku legendu, pa je Katalinić gurnut u drugi plan. U ljetu 1983. odlučio se na raskid ugovora i povratak u Hajduk. Po dolasku u Split je bio registriran kao vratar, ali nijednom nije ulazio u igru. 
Istovremeno je bio uključen u rad stručnog stožera te je do kraja osamdesetih bio trener Hajdukovih vratara odnosno pomoćni trener.

### 1990-ih
U ožujku 1993. Katalinić je nakon deset godina rada u stručnom stožeru Hajduka dočekao svoju prigodu i postao glavni trener momčadi. Prvi trofej pod njegovim vodstvom stigao je već u svibnju kada je osvojen domaći kup u dva završna ogleda s Dinamom. U idućoj natjecateljskoj godini Hajduk je bio prvak države da bi u sezoni 1994./95. na Poljud stigla jedina hajdukova dvostruka kruna u samostalnoj Hrvatskoj. Sjajna sezona je zaokružena Ligom prvaka gdje je Hajduk zaustavljen tek u četvrtfinalu od kasnijeg pobjednika Ajaxa. U narednoj sezoni splitski sastav se nije uspio ponovo plasirati u Ligu prvaka. Bijeli su u pretkolu zaustavljeni od Panathinaikosa, a dva mjeseca kasnije poslije ispadanja iz domaćeg kupa Katalinić je otišao iz Hajduka. U sezoni 1996./97. je ostvario svoj prvi inozemni trenerski angažman odlaskom u Izrael gdje je vodio Hapoel Haifu. Nakon uspješne sezone 1997./98. sa Zadrom kojeg je uveo u ligu za prvaka 1. HNL Katalinić se vratio u Hajduk, ali su trofeji izostali.  

### 2000-ih
U novom stoljeću je još dva puta pokušao, ali nije izborio plasman u Ligu prvaka. U 2002. je sa Zagrebom pao u okršajima s mađarskim ZTE-om, a 2004. u kratkoj i neuspješnoj epizodi s Hajdukom ispao je od irskog Shelbournea. U dva navrata je vodio Rijeku koju je u prvom mandatu spasio od ispadanja iz lige dok mu isto nije pošlo za rukom s ukrajinskim Metalurgom. Nakon pet uzastopnih sezona (2004. – 2009.) u inozemstvu (Bahrein, Albanija, Mađarska, BiH) od ljeta 2009. na iznenađenje mnogih se prihvatio projekta ambicioznog trećeligaša Dugopolja.    

### 2010-ih
S Dugopoljem je osvojio naslov prvaka čime je po prvi puta u povijesti kluba izboren plasman u drugu ligu. U lipnju 2010. Katalinić se vratio na prvoligašku scenu potpisom za Split. U prvoj sezoni na kormilu Splita koji je praktično bio bez ikakvih poznatih igrača (izuzevši Ivicu Križanca koji je došao u drugom dijelu prvenstva) Katalinić je osvojio treće mjesto i osigurao Splitu natjecanje u Europi. Za njegova je rada Split igrao uvjerljivo najljepši nogomet u Hrvatskoj, nogomet kakav se dugo godina nije igrao u Hrvatskoj. Sljedeće sezone 2011./12. Split je s kratkom klupom i kratkim ljetnim odmorom počeo sezonu iscrpljujućeg ritma srijeda-nedjelja, igrajući naizmjence hrvatsko prvenstvo i europske kupove. Uz sjajan dojam u Europi, Split nije imao veliki bodovni učinak u prvenstvu. Tome je pridonio igrački umor i nevjerojatna zlosreća što su unatoč Splitovim izvrsnim igrama protivnici odnosili bodove zahvaljujući životnim utakmicama protivničkih vratara i nevjerojatnim pogodcima koje su protivnici postizali "jednom u životu" iz skoro pa jedinih udaraca na Splitova vrata. Uz još neke potrese u klubu, nerealne klupske ambicije nesukladne Katalinićevim i poznatom Katalinićevom stavu što nije volio da mu se drugi miješaju u trenerski posao, to je rezultiralo da je s Katalinićem 15. kolovoza 2011. raskinut ugovor.
Dne 5. rujna 2012. Katalinić je postao trenerom gabelskog premijerligaša BiH GOŠK-a. 10. lipnja 2013. Katalinić postaje trenerom koprivničkog prvoligaša Slaven Belupa. Nakon kratke avanture u Belupu, Ivan preuzima 25. rujna 2013. klupu Jedinstva iz Bihaća. Nakon tri godine je postao trener HNK Šibenika.

## Trofeji

### Igračka karijera

#### Hajduk
- Prvenstvo Jugoslavije: 1970./71., 1973./74., 1974./75., 1978./79.
- Kup Jugoslavije: 1971./72., 1972./73., 1973./74., 1975./1976., 1976./77.

### Trenerska karijera

#### Hajduk
- Prvenstvo Hrvatske: 1993./94., 1994./95.
- Kup Hrvatske: 1992./93., 1994./95.
- Superkup Hrvatske: 1993., 1994., 2004.

#### Dugopolje
- Prvenstvo 3. HNL – Jug: 2009/10.

### Nagrade i priznanja
- Trofej „Tempa“ za najuspješnijeg vratara u prvenstvu Jugoslavije: 1975./76.
- Trofej „Bili“ za najboljeg igrača Hajduka: 1976/77.
- „Daily Star“ Golden Glove (zlatna rukavica) za najboljeg vratara prvenstva Engleske u prosincu 1981.
- Najuspješniji splitski trener prema izboru Splitskog saveza športova: 1994., 1995.
- Hrvatski trener godine prema izboru Supersporta (tjednik SN): 1994., 1995.
- Red hrvatskog pletera 1998.

## Statistika u Hajduku[7]
| Natjecanje        | Nastupi | Zgodici |
| ----------------- | ------- | ------- |
| Prvenstvo         | 122     | 0       |
| Kup               | 15      | 0       |
| Superkup          | 0       | 0       |
| Međunarodne       | 15      | 0       |
| Splitski podsavez | 0       | 0       |
| Ukupno            | 152     | 0       |
| Prijateljske      | 107     | 0       |
| Sveukupno         | 259     | 0       |